# Dilophus brevifemur
Dilophus brevifemur är en tvåvingeart som beskrevs av Lundstrom 1913. Dilophus brevifemur ingår i släktet Dilophus och familjen hårmyggor. Inga underarter finns listade i Catalogue of Life.